# Томпсон, Гомер
Гомер Армстронг Томпсон (англ. Homer Armstrong Thompson; 7 сентября 1906, Devlin, Онтарио — 7 мая 2000, Хайтстаун, Нью-Джерси) — американский археолог-классик и антрополог, специалист по Древней Греции, многолетний руководитель раскопок афинской агоры. Профессор-эмерит Института перспективных исследований.

## Биография
Родился в фермерской семье. Оба его родителя находились под обаянием классической древности и сам он получил имя в честь древнегреческого поэта.
Обучался в Университете Британской Колумбии, где получил степени бакалавра с отличием (1925) и первоклассную магистра с отличием (1927) искусств по классике. Степень доктора философии по археологии получил в 1929 году в Мичиганском университете. В том же году стал стипендиатом на новые раскопки афинской агоры Американской школы классических исследований в Афинах, начавшиеся в 1931 году, и участвовал в них ежегодно до начала войны в 1939 году.
В 1933-41 гг. ассистент-профессор классической археологии в Университете Торонто. С 1939 г. добровольцем поступил на службу в Королевский ВМФ Канады, был офицером разведки.
С 1947 года профессор классической археологии Института перспективных исследований, с 1977 г. эмерит. В 1949 г. возобновил раскопки в Афинах.
Автор пяти книг.
Был женат с 1934 года на Дороти Бёрр Томпсон, три дочери.
Членкор Британской академии (1948), член Американской академии искусств и наук (1957).
Почётный доктор Принстона, Афин, Лиона, Фрайбурга, Нью-Йорка, Парижского и др. университетов.
Почётный гражданин Афин.
В 1991 году Британская академия отметила заслуги учёного наградив его медалью Кеньона.